# Dicranocnemus arduus
Dicranocnemus arduus är en skalbaggsart som beskrevs av Louis Albert Péringuey 1902. Dicranocnemus arduus ingår i släktet Dicranocnemus och familjen Melolonthidae. Inga underarter finns listade i Catalogue of Life.